# Најлепши пар
Најлепши пар је пети албум Драгане Мирковић, издат је 1988. године.
Овим албумом наговештава почетак нове епохе у фолк музици, а статус Југословенске звезде већ сада постаје уочљив, исте године чувени естрадни маг Рака Ђокић започиње вођење њене каријере. Поред насловне песме, прави хаос је направила и песма „Коло среће” са којом је на престижној манифестацији „Посело године” освојила друго место. Међу девет песама налази се и један Еvergreen, у питању је балада „Мило моје, што те нема”, која се сматра једном од најлепших балада фолк музике, чак и међу онима који нису поклоници тог музичког правца. За ову песму снимљена су и два спота, један од њих на Скадарском језеру. У новембру је одржава свој први солистички концерт у Дому Синдиката, и ако је иза себе имала само пет албума, одржала је два везана концерта. Поред насловне песме и хитова „Коло среће” и „Мило моје, што те нема”, издвојиле су се иː „Могу ли рећи, не волим те”, „Слађано моје, слађано” и „Још љубави има”.

## Списак песама
1. Не иди, остани мој 
(М.М. Илић - З. Живановић - ар. П. Здравковић)
2. Могу ли рећи, не волим те 
(М.М. Илић - М.М. Илић - ар. С. Бојић)
3. Слађано моје, слађано 
(М.М. Илић - М. Радомировић - ар. П. Здравковић)
4. Коло среће 
(М.М. Илић - М. Радомировић. - ар. М.М. Илић)
5. Треба ми то 
(М.М. Илић - С. Демировић - ар. С. Бојић)
6. Још љубави има 
(М.М. Илић - М. Станојевић - ар. П. Здравковић)
7. Милуј ме, милуј 
(М.М. Илић - Д. Јетула - ар. С. Бојић)
8. Мило моје, што те нема 
(М.М. Илић - М. Радомировић - ар. М.М. Илић)
9. Најлепши пар 
(М.М. Илић - М. Радомировић - ар. М.М. Илић)